# Влосик, Богдан
Богдан Ян Влосик (пол. Bogdan Jan Włosik; 6 июля 1962, Краков — 13 октября 1982, Краков) — польский рабочий, активист профсоюза Солидарность, участник акций протеста против военного положения в Нова-Хуте. Убит офицером госбезопасности. Его смерть вызывала массовое негодование и новые столкновения, похороны превратились в антикоммунистическую демонстрацию. В современной Польше почитается как борец демократического сопротивления и жертва военно-партийной диктатуры.

## Рабочий
Родился в рабочей семье. Юлиан и Ирена Влосик воспитывали сына Богдана и дочь Алину в польской патриотической и католической традиции, на образах маршала Пилсудского и Армии Крайовой. Все члены семьи были убеждёнными антикоммунистами, хотя не состояли в оппозиционных организациях.
Богдан Влосик работал электриком в цехе холодного проката металлургического комбината имени Ленина (HiL) в краковской Нова-Хуте. Учился на вечернем отделении техникума. Встречался с девушкой по имени Малгожата. Был активным членом независимого профсоюза Солидарность.
13 декабря 1981 в Польше было введено военное положение. Для управления Краковом был прислан военный комиссар генерал Сулима, для управления HiL — полковник Мазуркевич. «Солидарность» запрещена, многие активисты, в том числе в Кракове, подверглись репрессиям. Богдан Влосик активно участвовал в декабрьской забастовке HiL, был связным между цехами. Рабочие HiL выходили на майские и августовские уличные протесты. Каждое 13-е число проводились выступления против военного режима, ПОРП и WRON. Устраивались кратковременные забастовки, собрания, уличные шествия. В этих акциях участвовал и Богдан Влосик.

## Гибель
8 октября 1982 сейм ПНР утвердил новый закон о профсоюзах, официально запрещавший «Солидарность». Это вызвало возмущение рабочих, акция 13 октября проходила в особенно напряжённой обстановке. Власти выдвинули против протестующих не только подразделения ЗОМО, милицию и опергруппы Службы безопасности (СБ), но и армейские танки.
Забастовка была подавлена вводом ЗОМО на территорию HiL. Антикоммунистическая рабочая демонстрация вышла на улицы Нова-Хуты. Богдан Влосик активно участвовал в акции — нёс профсоюзное знамя, раздавал изображение Леха Валенсы. Демонстрантов атаковали ЗОМО, они отвечали камнями и стальными подшипниками. Однако Богдан Влосик в этих столкновениях не участвовал. К обеду он вернулся домой и вновь вышел в город — в Беньчице у костёла Arka Pana у него была назначена встреча с Малгожатой.
На этом месте находился капитан СБ Анджей Аугустин. Он «контролировал ситуацию», отслеживая группу собиравших камни подростков. Вопреки инструкции, запрещавшей при тайном наблюдении иметь при себе огнестрельное оружие (предполагалось, что оно может быть отнято и использовано противником; в этих случаях допускались только ручные газомёты), Аугустин был вооружён табельным пистолетом P-64.
Роль Аугустина была раскрыта, подростки стали кричать «Ubek!» (одно из презрительных прозвищ агентов госбезопасности). Аугустин, по последующим оценкам, был напуган и стал убегать. В его сторону шёл Богдан Влосик. В панике Аугустин решил, будто Влосик собирается на него напасть, дважды выстрелил и скрылся.
Богдана Влосика доставили в больницу, но спасти его не удалось. Он умер на операционном столе. Последние его слова были: «Komuniści mnie zabili… Pamiętajcie o mojej mamie… Niech Bóg będzie sędzią — Меня убили коммунисты… Помните о моей маме… Бог рассудит».

## Последствия
Смерть Богдана Влосика в тот же день стала широко известна. Массовое негодование привело к новым столкновениям рабочих с милицией. Похороны 20 октября 1982 на Грембаловском кладбище превратились в 20-тысячную антикоммунистическую демонстрацию. Стала очевидна иллюзорность «краковской стабильности». Влиятельный первый секретарь Краковского комитета ПОРП Кристин Домброва вынужден был уйти в отставку; его сменил Юзеф Гаевич.
Власти ПНР ни в коей мере не признавали свои действия хотя бы ошибочными. В Краков прибыл начальник СБ генерал Цястонь и объявил благодарность подчинённым за «успешную борьбу с хулиганами». Велось постоянное наблюдение за родными Богдана Влосика. Однако был предпринят нестандартный церемониальный шаг: краковский дом Влосик посетил председатель WRON, первый секретарь ЦК ПОРП, председатель Совета министров и министр обороны ПНР генерал Ярузельский. Его сопровождали министр внутренних дел генерал Кищак, президент Кракова Тадеуш Сальва, ещё несколько официальных лиц. Ярузельский выразил соболезнование и сожаление о происшедшем. Юлиан Влосик ответил резкостью, Ирена и Алина не стали разговаривать с высокопоставленными гостями. Визит продлился около десяти минут. На следующий день партийная пропаганда расписала встречу как радостно-душевную, был распространён слух о постройке виллы для семьи. Родные Богдана разоблачали эту ложь и упорно добивались расследования и наказания убийцы.
Богдан Влосик стал героем подпольной «Солидарности» и других оппозиционных движений. Его имя узнали далеко за пределами Польши. В особенном почёте этот образ был окружён радикально-антикоммунистической Федерацией молодёжной борьбы (FMW). Акции памяти Влосика 13 октября FMW проводила ежегодно. В 1988 на месте гибели был возведён крест.

## Расследование
Прокуратура ПНР не усмотрела противоправности в действиях капитана Аугустина. Было сочтено, что он «подвергся нападению» и действовал в порядке «самообороны». Значительные усилия к его выгораживанию приложил начальник краковской СБ полковник Дзяловский (был даже распространён ложный слух о намерении Влосика поступить на службу в милицию). Аугустин служил в СБ ещё пять лет, после чего в сорокалетнем возрасте вышел на пенсию.
В 1991, уже в Третьей Речи Посполитой, Аугустин был привлечён к судебной ответственности. Расследование установило, что для стрельбы на поражение не было никаких причин. Важную юридическую роль сыграло нарушение Аугустином служебных инструкций. Он был приговорён к 8 годам заключения, по апелляции срок увеличен до 10 лет, но реально отбыл 5 лет. Бывший офицер СБ Александр Млечко, начальник патруля, в котором состоял Аугустин, характеризовал его действия поговоркой: «Чрезмерный энтузиазм хуже фашизма».

## Память

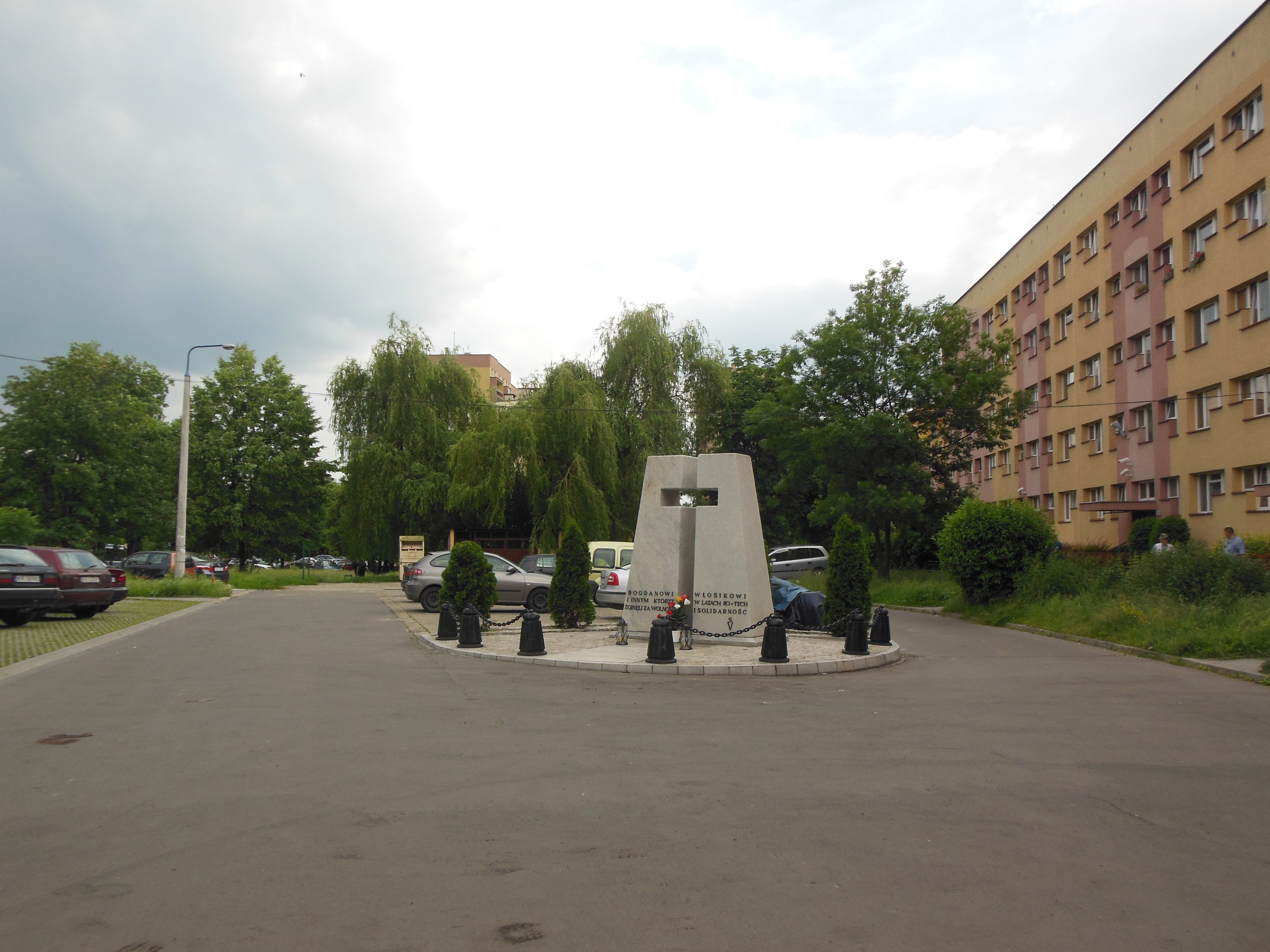

В Третьей Речи Посполитой Богдан Влосик почитается как герой сопротивления и жертва диктатуры. На месте его гибели установлен памятник — два белых гранитных блока с пространством в форме креста. Мемориальный знак посвящён Влосику и всем погибшим в 1980-х годах за Свободу и Солидарность. Ежегодно 13 октября здесь проходит католическая месса и возлагаются цветы. С 1994 проводятся ежегодные пробеги памяти Богдана Влосика. Его именем названа площадь у костёла в Беньчице.
В 2010 президент Польши Бронислав Коморовский по представлению Малопольского воеводы Станислава Крацика наградил Юлиана и Ирену Влосик Рыцарским крестом Ордена Возрождения Польши. В 2019 президент Анджей Дуда посмертно наградил Богдана Влосика Крестом Свободы и Солидарности.